# Octoplasia lineata
Octoplasia lineata är en skalbaggsart som beskrevs av Sharp 1876. Octoplasia lineata ingår i släktet Octoplasia och familjen Melolonthidae. Inga underarter finns listade i Catalogue of Life.